# Тіяновці
Тія́новці (болг. Тияновци) — село у Видинській області Болгарії. Входить до складу общини Брегово.

## Населення
За даними перепису населення 2011 року у селі проживали 124 особи, з них 108 осіб (99,1%) — болгари.
Розподіл населення за віком у 2011 році:
Динаміка населення: